# Pfaffenhofen an der Glonn

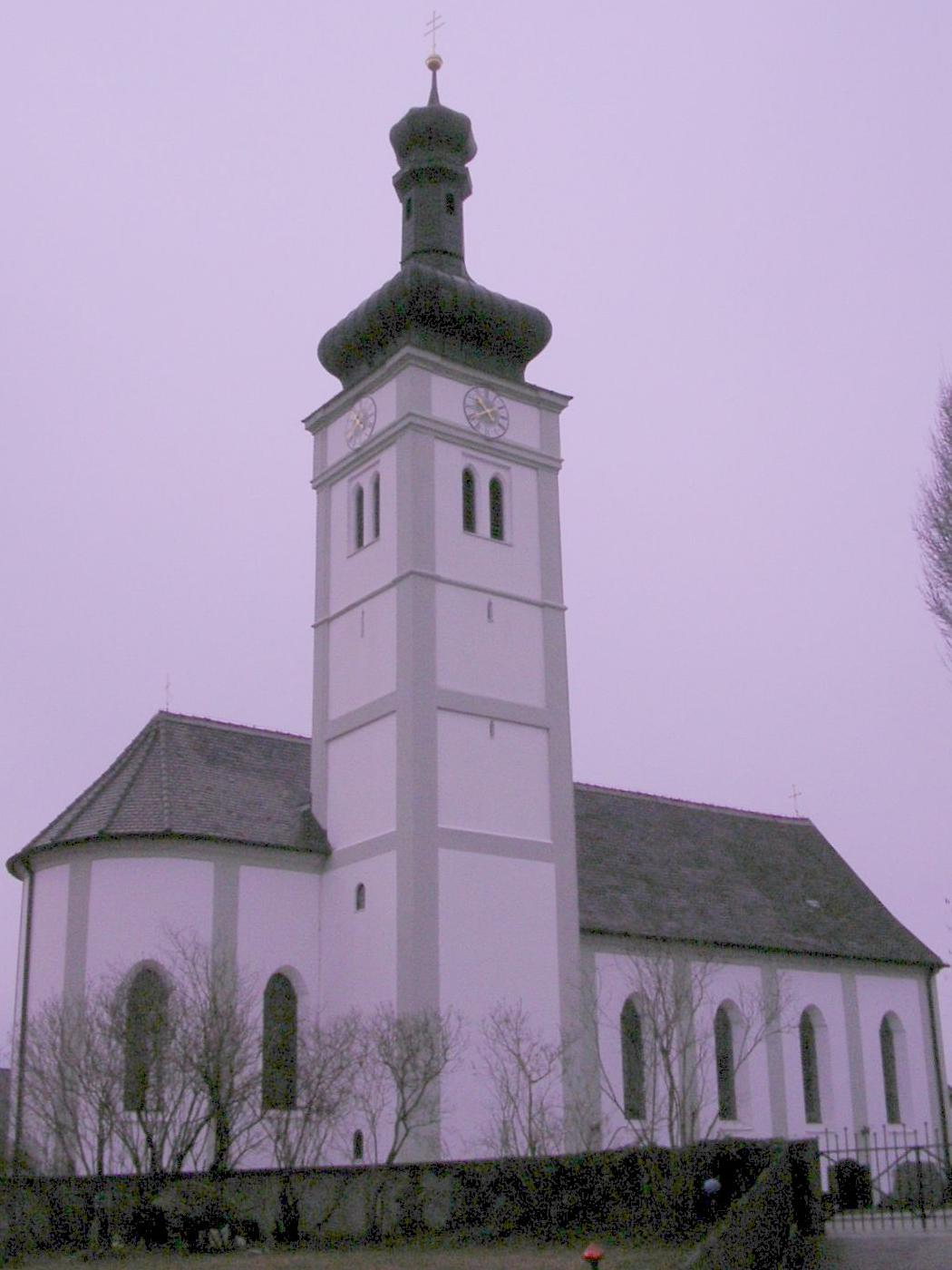
St. Michael

Pfaffenhofen an der Glonn is een plaats in de Duitse deelstaat Beieren, en maakt deel uit van het Landkreis Dachau.
Pfaffenhofen an der Glonn telt 2.305 inwoners.
Altomünster ·
Bergkirchen ·
Dachau ·
Erdweg ·
Haimhausen ·
Hebertshausen ·
Hilgertshausen-Tandern ·
Karlsfeld ·
Markt Indersdorf ·
Odelzhausen ·
Petershausen ·
Pfaffenhofen an der Glonn ·
Röhrmoos ·
Schwabhausen ·
Sulzemoos ·
Vierkirchen ·
Weichs